# Fest-deiz
Cet article court présente un sujet plus développé dans : fest-noz.
Un Fest-deiz (au pluriel : festoù-deiz) est une fête pendant la journée où l'on pratique des danses bretonnes.
Les festoù-deiz comprennent les mêmes danses que celles des festoù-noz mais le public des fest-deiz est parfois plus âgé, et beaucoup d'avant-deux et de danses plus chorégraphiées[réf. nécessaire].